# 褐傘殘孔菌
摺傘殘孔菌，分布於世界各地，屬多孔菌科一種，色通常為淺肉至茶褐色。另外，該種野菇也是常見木棲寄生生的中型菇類。